# Muztagh Tower
Muztagh Tower (även Mustagh Tower; Muztagh: istornet), är ett 7273 meter högt berg i Karakoram i norra Pakistan. Muztagh Tower anses bland utövare av bergsklättring vara ett av de mest svårbestigna berg som finns i världen. Berget ligger mellan sänkorna från Baltoro- och Sarpo Laggo-glaciärerna och har förutom sin topp på 7273 meter ytterligare en mindre topp på sin nordöstliga kam med en höjd på 7180 meter.
Länge ansågs det inte vara möjligt att bestiga berget, men 6 juli 1956 bestegs det från den västra sidan av en brittisk expedition, bestående av John Hartog, Joe Brown, Tom Patey och Ian MacNaught Davis. Den brittiska expeditionen besteg berget fem dagar före en fransk expedition gjorde det från östsidan. Den lägre toppen bestegs först år 1984, via den nordöstliga kammen.
1990 bestegs Muztagh Tower av Göran Kropp och Rafael Jensen.